# مطرب

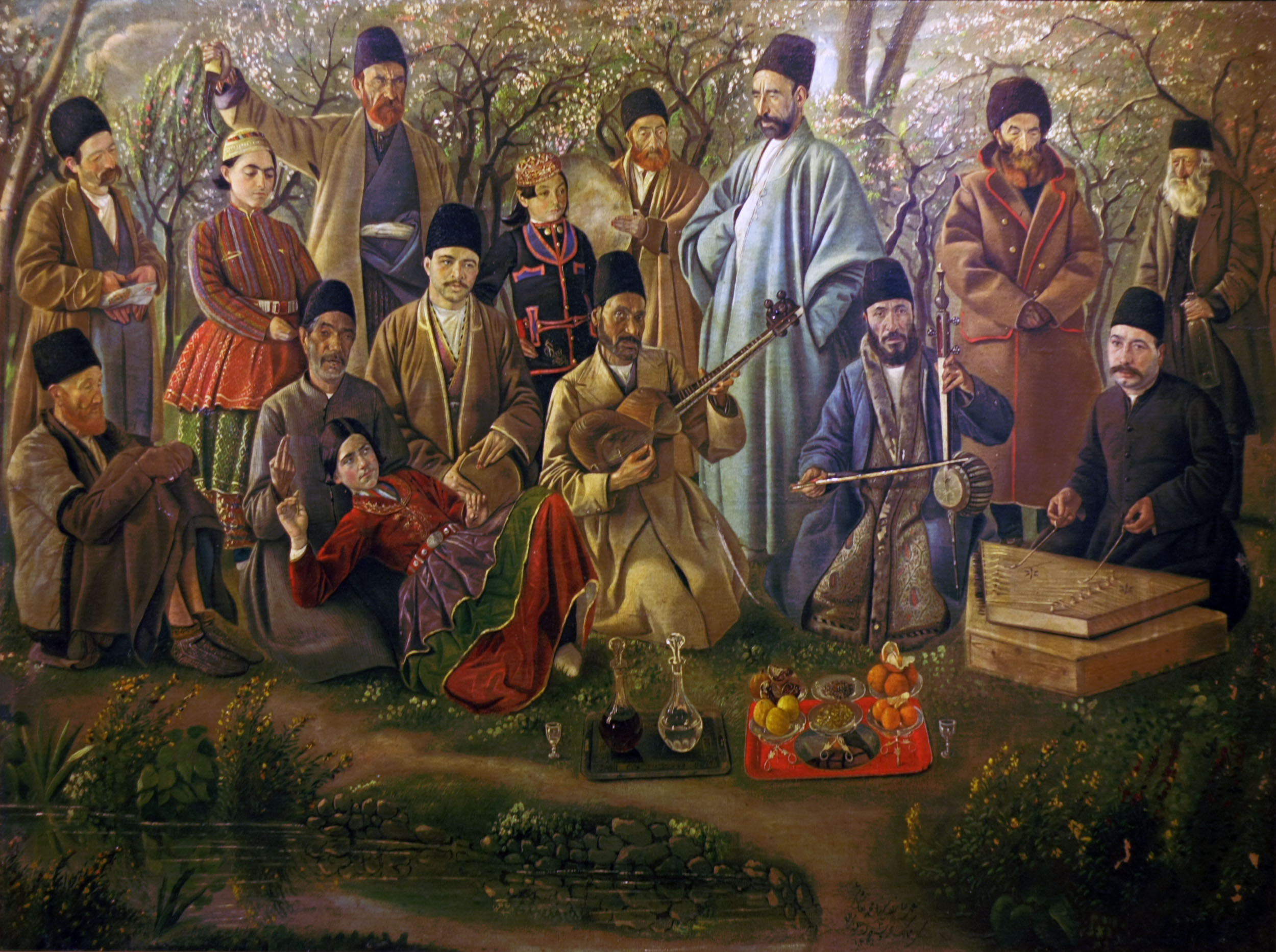
عمله طرب، اثری از کمال‌الملک

مطرب به طرب‌آورنده معنا می‌دهد و کسی که نوازندگی ساز، آواز یا رقص را پیشه خود سازد و مردم را به نشاط آورد، گفته می‌شود. ایجاد طرب، بسته به مهارت فنی و خلاقیت و شخصیت مطرب، کیفیت‌های گوناگونی دارد. مطرب بایستی حال و هوای شنونده را با نغمه‌های طرب‌انگیز و دلکش، تغییر دهد و حال بهتری برای شنونده ایجاد کند.

## بار معنایی در فرهنگ عام
واژهٔ مطرب در فرهنگ ایرانی علاوه بر وظیفهٔ بزم‌گردانی و اجرای موسیقی، تداعی کنندهٔ نوعی تحقیر اس‍‌ت. برخی معتقدند این تحقیر، پیامد کشاکشهای عقیدتی فرقه‌های مذهبی است که در قرن هفتم هجری دامنه‌ای وسیع یافت.
تا دورهٔ قاجار، لفظ «مطرب» برای هر نوازنده‌ای به کار می‌رفت و بار معنایی منفی نداشت. در اواخر دورهٔ قاجار که نوازندگان موسیقی ایرانی از دربار حکومت خارج شدند و نزد عموم مردم کنسرت‌هایی مبتنی بر ردیف اجرا کردند، نسل اول این موسیقی‌دانان که ریشه در دربار داشتند (نظیر میرزاعبدالله یا درویش‌خان) کنسرت‌هایی داشتند که خواهان زیاد داشت و هزینهٔ آن از عهدهٔ بسیاری برنمی‌آمد. در این دوران، شاگردان این موسیقی‌دانان نیز کنسرت‌هایی می‌گذاشتند که عموم مردم استطاعت شرکت در آن را داشتند. به موسیقی‌دانان نسل اول غالباً «استاد» گفته می‌شد و به این نسل جدید، «مطرب». برخی معتقدند که بار معنایی واژهٔ مطرب تا پیش از این دوره، خنثی یا مثبت بوده و تمام موسیقی‌دانان را «مطرب» می‌دانستند، و تنها از اواخر سدهٔ بیستم میلادی است که با افتراق مطربان و استادان، واژهٔ مطرب بار منفی پیدا می‌کند. از جمله نشانه‌های این که مطربان نزد مردم ارزشی پایین‌تر داشتند هم این بوده که در اجرای مطربان معمولاً شنوندگان سکوت را رعایت نمی‌کردند. به گفتهٔ روح‌الله خالقی به مطربان با لفظ «عملهٔ طرب» (و در حالت جمع، «عمله‌جات طرب») نیز اشاره می‌شد که این اصطلاح نیز بار معنایی منفی داشت. البته به گفتهٔ محمدرضا لطفی، اصطلاح «عمله» در ابتدا (در دورهٔ قاجار)‌ به معنی «اجراکننده» یا «کننده» بود و بار منفی نداشت و بعداً در دورهٔ حکومت رضاشاه که از این واژه برای اشاره به کارگران روزمزد استفاده شد و بار معنایی منفی پیدا کرد، منتقدان موسیقی که از مذهبیون بودند نیز همین بار معنایی منفی را به اصطلاح «عمله‌جات طرب» تسری دادند.
همچنین در مقایسهٔ موسیقی مطربی با موسیقی کلاسیک (سنتی) ایرانی، موسیقی مطربی دارای این خصوصیات دانسته شده‌است: نمایشگر، دارای تضاد، پر از تکرار، رقیق، و شهوت‌انگیز.